# Coelocaryon sphaerocarpum
Coelocaryon sphaerocarpum är en tvåhjärtbladig växtart som beskrevs av Fouilloy. Coelocaryon sphaerocarpum ingår i släktet Coelocaryon, och familjen Myristicaceae. Inga underarter finns listade i Catalogue of Life.